# 80 км (зупинний пункт, Одеська залізниця)
80 кіломе́тр — залізничний зупинний пункт Шевченківської дирекції Одеської залізниці.
Розташований за кількасот метрів від села Мелешків Гайсинського району Вінницької області на лінії Вапнярка — Христинівка між станціями Зятківці (8 км) та Кублич (8 км).
Станом на лютий 2020 року приміське пасажирське сполучення по 80 км відсутнє.